# 岡畑農園
株式会社岡畑農園（おかはたのうえん）は、和歌山県田辺市に本社を置く食品メーカー。梅干しを主に使用した商品を製造販売する。

## 沿革
- 1968年（昭和43年）6月 -  農業を営む創業者が梅干製造販売業を開始。
- 1973年（昭和48年）5月 - 「天日干し用ハウス」を完成。
- 1975年（昭和50年）4月 - 「かつお風味・味小町」
- 1978年（昭和53年）4月 - 「うまい梅」製品化。
- 1983年（昭和58年）5月 - 「幻の梅」発売。
- 1985年（昭和60年）7月 - 株式会社岡畑農園設立。
- 1990年（平成2年）9月 - 通信販売対応のため、株式会社オカハタを設立。
- 2000年（平成12年）7月 - 卸販売部門の拡充とサービス向上のため、株式会社梅貴幸を設立。

## 関連会社
株式会社オカハタ
〒646-0101 和歌山県田辺市上芳養1843
株式会社梅貴幸
〒646-0101 和歌山県田辺市上芳養1843